# Municipio de Burlington (Nueva Jersey)
El municipio de Burlington (en inglés: Burlington Township) es un municipio ubicado en el condado de Burlington en el estado estadounidense de Nueva Jersey. En el año 2010 tenía una población de 22.594 habitantes y una densidad poblacional de 624,14 personas por km².

## Geografía
El municipio de Burlington se encuentra ubicado en las coordenadas 40°3′55″N 74°50′24″O / 40.06528, -74.84000.

## Demografía
Según la Oficina del Censo en 2000 los ingresos medios por hogar en el municipio eran de $61,663 y los ingresos medios por familia eran $70,958. Los hombres tenían unos ingresos medios de $49,290 frente a los $35,510 para las mujeres. La renta per cápita para la localidad era de $24,754. Alrededor del 5% de la población estaba por debajo del umbral de pobreza.